# Buddhas Øje
Buddhas Øje er en dansk stumfilm fra 1915, der er instrueret af Vilhelm Glückstadt.

## Handling
Denne artikel mangler et handlingsreferat. Hjælp os med at skrive det.

## Medvirkende
- Svend Rindom - Bernardo, perlefisker
- Peter S. Andersen - Capito
- Viggo Lindstrøm - Mr. Thompson
- Alfred Arnbak - Mirjam, hans tjener
- Vera Lindstrøm - Mrs. Edith
- Charles Løwaas - Medvirkende